# Quintus Sulpicius Camerinus Praetextatus
Pour les articles homonymes, voir Sulpicius Camerinus.
Quintus Sulpicius Camerinus Praetextatus est un homme politique de la République romaine, peut-être consul ou tribun consulaire en 434 av. J.-C.

## Famille
Il est membre des Sulpicii Camerini, branche de la gens Sulpicia. Il est le fils de Servius Sulpicius Camerinus Cornutus, consul en 461 av. J.-C. Son nom complet est Quintus Sulpicius Ser.f. Camerinus Praetextatus.

## Biographie

### Tribunat consulaire (434)
Il n'est pas bien établi quel type de magistrats sont élus pour l'année 434 av. J.-C. Tite-Live, qui se base sur un passage de Licinius Macer, donne les noms de deux consuls, les mêmes que l'année précédente, ce qui paraît assez peu probable. Il avance deux autres noms, dont celui de Quintus Sulpicius Camerinus, qu'on retrouve chez Diodore de Sicile. Ce dernier ajoute un troisième nom, cité également par le Chronographe de 354, ce qui permet de penser que ce sont en fait des tribuns militaires à pouvoir consulaire qui sont élus cette année-là.
Selon cette dernière hypothèse, les tribuns consulaires pour 434 av. J.-C. sont Quintus Sulpicius Camerinus, Servius Cornelius Cossus et Marcus Manlius Capitolinus.
Durant leur mandat, les tribuns consulaires nomment un dictateur, Mamercus Aemilius Mamercinus, pour faire face à la menace d'une attaque combinée des forces de Faléries et d'Étrurie. Cette même année, le dictateur fait passer une loi (la Lex Aemilia) limitant la durée du mandat des censeurs à un an et demi.

### Légat (431)
Quintus Sulpicius Camerinus est légat sous les ordres du dictateur Aulus Postumius Tubertus en 431 av. J.-C. durant sa campagne contre les Èques et les Volsques qui sont vaincus près du mont Algide,.